# 皇室之剑

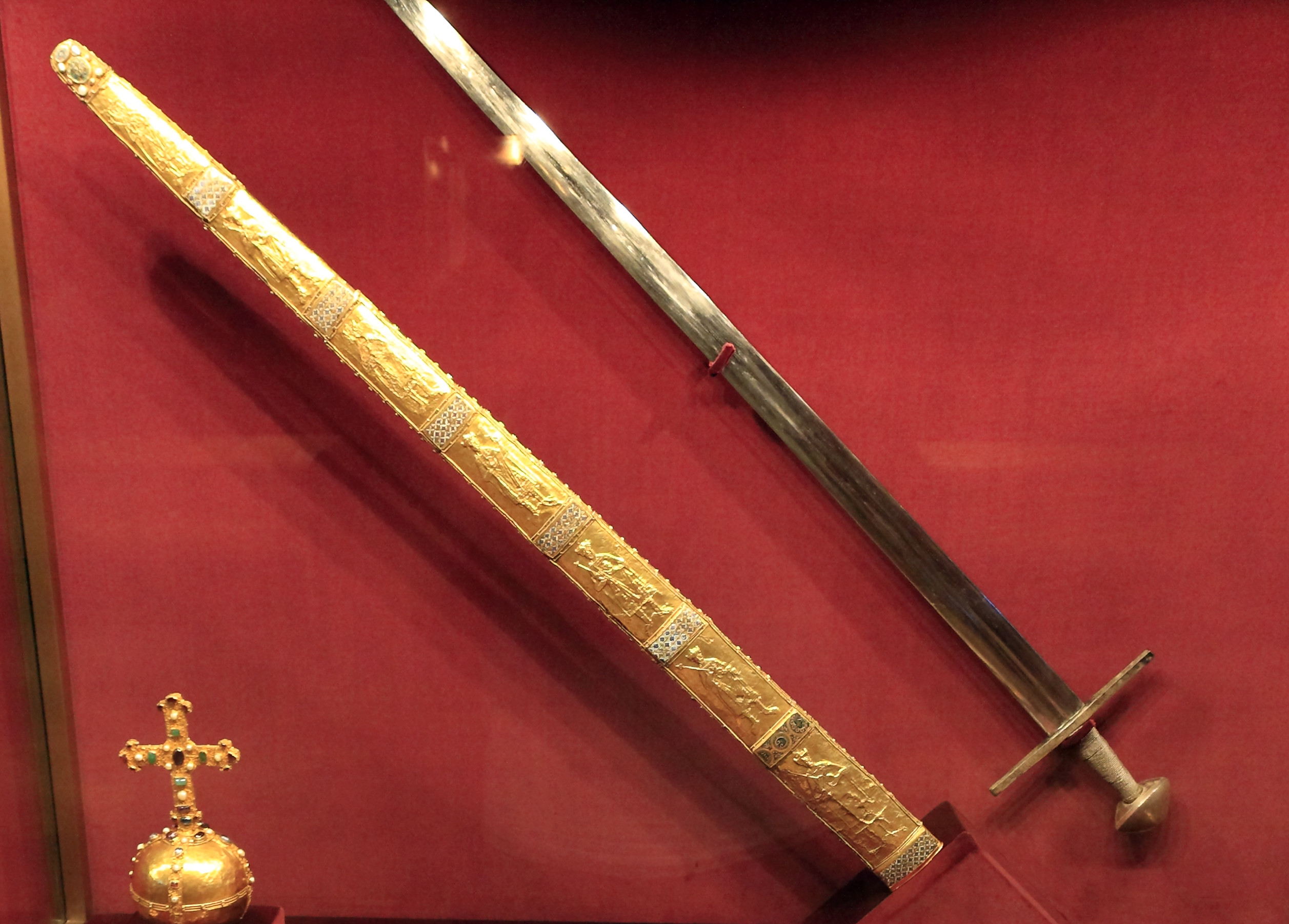
皇室之剑

皇室之剑（拉丁语：GladiusImperatoria，德语：Reichsschwert）是神圣罗马帝国御用器（Reichskleinodien）四个最重要的部分之一。在神聖羅馬皇帝的加冕典礼上，它与皇室之冠（Reichskrone）、皇室之杖（Reichszepter）和皇室之珠（Reichsapfel）一起被交予皇帝。皇家御用的這四个部分都陈列在奥地利维也纳霍夫堡宫的皇家珍寶館中。
皇室之剑是在十二世纪为皇帝奥托四世制造的，為了準備是因为他在1198年加冕为罗马国王德儀式。它的前身奥托三世之剑也保存在埃森修道院的珍寶庫中。已知的第一次明确提到这把剑的日期是1315年，在腓特烈三世的妻子阿拉贡的伊莎貝拉的一位侍女的一封信中。

## 外部連結
- Kunsthistorisches Museum （页面存档备份，存于）

48°12′24″N 16°21′56″E / 48.20667°N 16.36556°E